# NGC 4148
NGC 4148 је лентикуларна галаксија у сазвежђу Ловачки пси која се налази на NGC листи објеката дубоког неба.
Деклинација објекта је + 35° 52' 42" а ректасцензија 12h 10m 7,9s. Привидна величина (магнитуда) објекта NGC 4148 износи 13,4 а фотографска магнитуда 14,3. NGC 4148 је још познат и под ознакама UGC 7158, MCG 6-27-18, CGCG 187-16, PGC 38704.